# Jaka Bijol
Jaka Bijol (Vuzenica, 5 de fevereiro de 1999) é um futebolista esloveno que atua como zagueiro. Atualmente joga na Leeds United.

## Carreira

### Rudar Velenje
Bijol se profissionalizou no Rudar Velenje, em 2017.

### CSKA Moscou
Jaka Bijol se transferiu para o CSKA Moscou, em 2018, em um contrato de cinco anos.

## Títulos
CSKA Moscou
- Supercopa da Rússia: 2018[2]